# Interlands Servisch voetbalelftal 2020-2029
Deze pagina toont een chronologisch en gedetailleerd overzicht van de interlands die het Servisch voetbalelftal speelt en heeft gespeeld in de periode 2020 – 2029.

## Interlands

### 2020
|                                                                                     |                                                                        |       |                         |                                                                        |
| 3 september UEFA Nations League Groep B3 № 788 «onderlinge duels» 21:45 uur (UTC+3) | Rusland                                                                | 3 – 1 | Servië                  | VTB Arena, Moskou Toeschouwers: 0 Scheidsrechter: William Collum (SCO) |
| 3 september UEFA Nations League Groep B3 № 788 «onderlinge duels» 21:45 uur (UTC+3) | Artjom Dzjoeba 49' (pen.) Vjatsjeslav Karavajev 70' Artjom Dzjoeba 82' |       | 79' Aleksandar Mitrović | VTB Arena, Moskou Toeschouwers: 0 Scheidsrechter: William Collum (SCO) |

|                                                                                     |        |       |         |                                                                                    |
| 6 september UEFA Nations League Groep B3 № 789 «onderlinge duels» 20:45 uur (UTC+2) | Servië | 0 – 0 | Turkije | Rode Sterstadion, Belgrado Toeschouwers: 0 Scheidsrechter: Aleksej Koelbakov (BLR) |
| 6 september UEFA Nations League Groep B3 № 789 «onderlinge duels» 20:45 uur (UTC+2) |        |       |         | Rode Sterstadion, Belgrado Toeschouwers: 0 Scheidsrechter: Aleksej Koelbakov (BLR) |

|                                                                                |                     |              |                                                          |                                                                              |
| 8 oktober EK-kwalificatie Play-offs № 790 «onderlinge duels» 20:45 uur (UTC+2) | Noorwegen           | 1 – 2 (n.v.) | Servië                                                   | Ullevaalstadion, Oslo Toeschouwers: 200 Scheidsrechter: Daniele Orsato (ITA) |
| 8 oktober EK-kwalificatie Play-offs № 790 «onderlinge duels» 20:45 uur (UTC+2) | Mathias Normann 88' |              | 82' Sergej Milinković-Savić 102' Sergej Milinković-Savić | Ullevaalstadion, Oslo Toeschouwers: 200 Scheidsrechter: Daniele Orsato (ITA) |

|                                                                                    |        |                     |           |                                                                                 |
| 11 oktober UEFA Nations League Groep B3 № 791 «onderlinge duels» 20:45 uur (UTC+2) | Servië | 0 – 1               | Hongarije | Rode Sterstadion, Belgrado Toeschouwers: 0 Scheidsrechter: Sandro Schärer (SUI) |
| 11 oktober UEFA Nations League Groep B3 № 791 «onderlinge duels» 20:45 uur (UTC+2) |        | 20' Norbert Könyves |           | Rode Sterstadion, Belgrado Toeschouwers: 0 Scheidsrechter: Sandro Schärer (SUI) |

|                                                                                    |                                     |       |                                                     |                                                                                         |
| 14 oktober UEFA Nations League Groep B3 № 792 «onderlinge duels» 21:45 uur (UTC+3) | Turkije                             | 2 – 2 | Servië                                              | Türk Telekom Stadyumu, Istanboel Toeschouwers: 519 Scheidsrechter: Georgi Kabakov (BUL) |
| 14 oktober UEFA Nations League Groep B3 № 792 «onderlinge duels» 21:45 uur (UTC+3) | Hakan Çalhanoğlu 57' Ozan Tufan 76' |       | 22' Sergej Milinković-Savić 49' Aleksandar Mitrović | Türk Telekom Stadyumu, Istanboel Toeschouwers: 519 Scheidsrechter: Georgi Kabakov (BUL) |

|                                                                                         |                                                                            |              |                                                                              |                                                                                      |
| 12 november EK-kwalificatie Finale play-offs № 793 «onderlinge duels» 20:45 uur (UTC+1) | Servië                                                                     | 1 – 1 (n.v.) | Schotland                                                                    | Rode Sterstadion, Belgrado Toeschouwers: 0 Scheidsrechter: Antonio Mateu Lahoz (ESP) |
| 12 november EK-kwalificatie Finale play-offs № 793 «onderlinge duels» 20:45 uur (UTC+1) | Luka Jović 90'                                                             |              | 52' Ryan Christie                                                            | Rode Sterstadion, Belgrado Toeschouwers: 0 Scheidsrechter: Antonio Mateu Lahoz (ESP) |
| 12 november EK-kwalificatie Finale play-offs № 793 «onderlinge duels» 20:45 uur (UTC+1) | Strafschoppen                                                              |              |                                                                              | Rode Sterstadion, Belgrado Toeschouwers: 0 Scheidsrechter: Antonio Mateu Lahoz (ESP) |
| 12 november EK-kwalificatie Finale play-offs № 793 «onderlinge duels» 20:45 uur (UTC+1) | Dušan Tadić Luka Jović Nemanja Gudelj Aleksandar Katai Aleksandar Mitrović | 4 – 5        | Leigh Griffiths Callum McGregor Scott McTominay Oliver McBurnie Kenny McLean | Rode Sterstadion, Belgrado Toeschouwers: 0 Scheidsrechter: Antonio Mateu Lahoz (ESP) |

|                                                                                     |                  |       |                      |                                                                            |
| 15 november UEFA Nations League Groep B3 № 794 «onderlinge duels» 20:45 uur (UTC+1) | Hongarije        | 1 – 1 | Servië               | Puskás Aréna, Boedapest Toeschouwers: 0 Scheidsrechter: Glenn Nyberg (SWE) |
| 15 november UEFA Nations League Groep B3 № 794 «onderlinge duels» 20:45 uur (UTC+1) | Zsolt Kalmár 39' |       | 17' Nemanja Radonjić | Puskás Aréna, Boedapest Toeschouwers: 0 Scheidsrechter: Glenn Nyberg (SWE) |

|                                                                                     |                                                                                              |       |         |                                                                                 |
| 18 november UEFA Nations League Groep B3 № 795 «onderlinge duels» 20:45 uur (UTC+1) | Servië                                                                                       | 5 – 0 | Rusland | Rode Sterstadion, Belgrado Toeschouwers: 0 Scheidsrechter: Anthony Taylor (ENG) |
| 18 november UEFA Nations League Groep B3 № 795 «onderlinge duels» 20:45 uur (UTC+1) | Nemanja Radonjić 10' Luka Jović 25' Dušan Vlahović 41' Luka Jović 45+1' Filip Mladenović 64' |       |         | Rode Sterstadion, Belgrado Toeschouwers: 0 Scheidsrechter: Anthony Taylor (ENG) |

### 2021
|                                                                         |                        |       |        | |
| 25 januari Vriendschappelijk № 796 «onderlinge duels» 17:00 uur (UTC−4) | Dominicaanse Republiek | 0 – 0 | Servië | Estadio Olímpico Félix Sánchez, Santo Domingo Toeschouwers: 0 Scheidsrechter: William Anderson (PUR) |
| 25 januari Vriendschappelijk № 796 «onderlinge duels» 17:00 uur (UTC−4) |                        |       |        | Estadio Olímpico Félix Sánchez, Santo Domingo Toeschouwers: 0 Scheidsrechter: William Anderson (PUR) |

|                                                                         |        |       |        |                                                                                           |
| 28 januari Vriendschappelijk № 797 «onderlinge duels» 19:00 uur (UTC−6) | Panama | 0 – 0 | Servië | Estadio Rommel Fernández, Panama-Stad Toeschouwers: 0 Scheidsrechter: Ameth Sánchez (PAN) |
| 28 januari Vriendschappelijk № 797 «onderlinge duels» 19:00 uur (UTC−6) |        |       |        | Estadio Rommel Fernández, Panama-Stad Toeschouwers: 0 Scheidsrechter: Ameth Sánchez (PAN) |

|                                                                             |                                                                    |       |                                   |                                                                               |
| 24 maart WK-kwalificatie Groep A № 798 «onderlinge duels» 20:45 uur (UTC+1) | Servië                                                             | 3 – 2 | Ierland                           | Rode Sterstadion, Belgrado Toeschouwers: 0 Scheidsrechter: Davide Massa (ITA) |
| 24 maart WK-kwalificatie Groep A № 798 «onderlinge duels» 20:45 uur (UTC+1) | Dušan Vlahović 40' Aleksandar Mitrović 69' Aleksandar Mitrović 75' |       | 18' Alan Browne 86' James Collins | Rode Sterstadion, Belgrado Toeschouwers: 0 Scheidsrechter: Davide Massa (ITA) |

|                                                                             |                                          |       |                               |                                                                                 |
| 27 maart WK-kwalificatie Groep A № 799 «onderlinge duels» 20:45 uur (UTC+1) | Servië                                   | 2 – 2 | Portugal                      | Rode Sterstadion, Belgrado Toeschouwers: 0 Scheidsrechter: Danny Makkelie (NED) |
| 27 maart WK-kwalificatie Groep A № 799 «onderlinge duels» 20:45 uur (UTC+1) | Aleksandar Mitrović 46' Filip Kostić 60' |       | 11' Diogo Jota 36' Diogo Jota | Rode Sterstadion, Belgrado Toeschouwers: 0 Scheidsrechter: Danny Makkelie (NED) |

|                                                                             |                          |       |                                                 |                                                                                 |
| 30 maart WK-kwalificatie Groep A № 800 «onderlinge duels» 20:00 uur (UTC+4) | Azerbeidzjan             | 1 – 2 | Servië                                          | Olympisch Stadion, Bakoe Toeschouwers: 0 Scheidsrechter: Roi Reinshreiber (ISR) |
| 30 maart WK-kwalificatie Groep A № 800 «onderlinge duels» 20:00 uur (UTC+4) | Emin Mahmudov 59' (pen.) |       | 16' Aleksandar Mitrović 81' Aleksandar Mitrović | Olympisch Stadion, Bakoe Toeschouwers: 0 Scheidsrechter: Roi Reinshreiber (ISR) |

|                                                                     |                        |       |                |                                                                                 |
| 7 juni Vriendschappelijk № 801 «onderlinge duels» 16:00 uur (UTC+9) | Servië                 | 1 – 1 | Jamaica        | Miki Atletiekstadion, Miki Toeschouwers: 0 Scheidsrechter: Yudai Yamamoto (JPN) |
| 7 juni Vriendschappelijk № 801 «onderlinge duels» 16:00 uur (UTC+9) | Strahinja Pavlović 61' |       | 29' Andre Gray | Miki Atletiekstadion, Miki Toeschouwers: 0 Scheidsrechter: Yudai Yamamoto (JPN) |

|                                                                      |               |       |        |                                                                               |
| 11 juni Vriendschappelijk № 802 «onderlinge duels» 19:25 uur (UTC+9) | Japan         | 1 – 0 | Servië | Noevir Stadium Kobe, Kobe Toeschouwers: 0 Scheidsrechter: Payam Heidari (IRN) |
| 11 juni Vriendschappelijk № 802 «onderlinge duels» 19:25 uur (UTC+9) | Junya Ito 48' |       |        | Noevir Stadium Kobe, Kobe Toeschouwers: 0 Scheidsrechter: Payam Heidari (IRN) |

|                                                                          |       |                                                                                   |        |                                                                               |
| 1 september Vriendschappelijk № 803 «onderlinge duels» 20:45 uur (UTC+2) | Qatar | 0 – 4                                                                             | Servië | Nagyerdei-stadion, Debrecen Toeschouwers: 0 Scheidsrechter: Filip Glova (SVK) |
| 1 september Vriendschappelijk № 803 «onderlinge duels» 20:45 uur (UTC+2) |       | 3' (e.d.) Boualem Khoukhi 18' Luka Jović 60' Dušan Vlahović 85' Nikola Milenković |        | Nagyerdei-stadion, Debrecen Toeschouwers: 0 Scheidsrechter: Filip Glova (SVK) |

|                                                                                |                                                                                                  |       |                   | |
| 4 september WK-kwalificatie Groep A № 804 «onderlinge duels» 18:00 uur (UTC+2) | Servië                                                                                           | 4 – 1 | Luxemburg         | Rode Sterstadion, Belgrado Toeschouwers: 10.078 Scheidsrechter: Halil Umut Meler (TUR) Video-assistent: Abdulkadir Bitigen (TUR) |
| 4 september WK-kwalificatie Groep A № 804 «onderlinge duels» 18:00 uur (UTC+2) | Aleksandar Mitrović 22' Aleksandar Mitrović 35' Maxime Chanot 82' (e.d.) Nikola Milenković 90+6' |       | 77' Olivier Thill | Rode Sterstadion, Belgrado Toeschouwers: 10.078 Scheidsrechter: Halil Umut Meler (TUR) Video-assistent: Abdulkadir Bitigen (TUR) |

|                                                                                |                              |       |                             | |
| 7 september WK-kwalificatie Groep A № 805 «onderlinge duels» 19:45 uur (UTC+1) | Ierland                      | 1 – 1 | Servië                      | Avivastadion, Dublin Toeschouwers: 25.415 Scheidsrechter: José María Sánchez Martínez (ESP) Video-assistent: Alejandro Hernández (ESP) |
| 7 september WK-kwalificatie Groep A № 805 «onderlinge duels» 19:45 uur (UTC+1) | Nikola Milenković 87' (e.d.) |       | 20' Sergej Milinković-Savić | Avivastadion, Dublin Toeschouwers: 25.415 Scheidsrechter: José María Sánchez Martínez (ESP) Video-assistent: Alejandro Hernández (ESP) |

|                                                                              |           |                    |        | |
| 9 oktober WK-kwalificatie Groep A № 806 «onderlinge duels» 20:45 uur (UTC+2) | Luxemburg | 0 – 1              | Servië | Stade de Luxembourg, Luxemburg Toeschouwers: 2.000 Scheidsrechter: William Collum (SCO) Video-assistent: Bastian Dankert (GER) |
| 9 oktober WK-kwalificatie Groep A № 806 «onderlinge duels» 20:45 uur (UTC+2) |           | 68' Dušan Vlahović |        | Stade de Luxembourg, Luxemburg Toeschouwers: 2.000 Scheidsrechter: William Collum (SCO) Video-assistent: Bastian Dankert (GER) |

|                                                                               |                                                                     |       |                     | |
| 12 oktober WK-kwalificatie Groep A № 807 «onderlinge duels» 20:45 uur (UTC+2) | Servië                                                              | 3 – 1 | Azerbeidzjan        | Rode Sterstadion, Belgrado Toeschouwers: 5.890 Scheidsrechter: Erik Lambrechts (BEL) Video-assistent: Lawrence Visser (BEL) |
| 12 oktober WK-kwalificatie Groep A № 807 «onderlinge duels» 20:45 uur (UTC+2) | Dušan Vlahović 30' (pen.) Dušan Vlahović 53' Dušan Tadić 83' (pen.) |       | 45+2' Emin Mahmudov | Rode Sterstadion, Belgrado Toeschouwers: 5.890 Scheidsrechter: Erik Lambrechts (BEL) Video-assistent: Lawrence Visser (BEL) |

|                                                                          |                                                                                |       |       |                                                                                   |
| 11 november Vriendschappelijk № 808 «onderlinge duels» 18:00 uur (UTC+1) | Servië                                                                         | 4 – 0 | Qatar | Rode Sterstadion, Belgrado Toeschouwers: 1.000 Scheidsrechter: Irfan Peljto (BIH) |
| 11 november Vriendschappelijk № 808 «onderlinge duels» 18:00 uur (UTC+1) | Saša Lukić 45+2' Luka Jović 51' Dušan Vlahović 53' Sergej Milinković-Savić 83' |       |       | Rode Sterstadion, Belgrado Toeschouwers: 1.000 Scheidsrechter: Irfan Peljto (BIH) |

|                                                                              |                   |       |                                         | |
| 14 november WK-kwalificatie Groep A № 809 «onderlinge duels» 19:45 uur (UTC) | Portugal          | 1 – 2 | Servië                                  | Estádio da Luz, Lissabon Toeschouwers: 58.873 Scheidsrechter: Daniele Orsato (ITA) Video-assistent: Massimiliano Irrati (ITA) |
| 14 november WK-kwalificatie Groep A № 809 «onderlinge duels» 19:45 uur (UTC) | Renato Sanches 2' |       | 33' Dušan Tadić 90' Aleksandar Mitrović | Estádio da Luz, Lissabon Toeschouwers: 58.873 Scheidsrechter: Daniele Orsato (ITA) Video-assistent: Massimiliano Irrati (ITA) |

### 2022
|                                                                       |           |                       |        |                                                                                |
| 24 maart Vriendschappelijk № 810 «onderlinge duels» 19:30 uur (UTC+1) | Hongarije | 0 – 1                 | Servië | Puskás Aréna, Boedapest Toeschouwers: 29.914 Scheidsrechter: Filip Glova (SVK) |
| 24 maart Vriendschappelijk № 810 «onderlinge duels» 19:30 uur (UTC+1) |           | 35' (e.d.) Zsolt Nagy |        | Puskás Aréna, Boedapest Toeschouwers: 29.914 Scheidsrechter: Filip Glova (SVK) |

|                                                                       |                                                             |       |        | |
| 29 maart Vriendschappelijk № 811 «onderlinge duels» 18:00 uur (UTC+2) | Denemarken                                                  | 3 – 0 | Servië | Parken, Kopenhagen Toeschouwers: 35.010 Scheidsrechter: Felix Zwayer (GER) Video-assistent: Harm Osmers (GER) |
| 29 maart Vriendschappelijk № 811 «onderlinge duels» 18:00 uur (UTC+2) | Joakim Mæhle 15' Jesper Lindstrøm 53' Christian Eriksen 57' |       |        | Parken, Kopenhagen Toeschouwers: 35.010 Scheidsrechter: Felix Zwayer (GER) Video-assistent: Harm Osmers (GER) |

|                                                                                |        |                          |           | |
| 2 juni UEFA Nations League Groep B4 № 812 «onderlinge duels» 20:45 uur (UTC+2) | Servië | 0 – 1                    | Noorwegen | Rode Sterstadion, Belgrado Toeschouwers: 9.726 Scheidsrechter: Paweł Raczkowski (POL) Video-assistent: Tomasz Kwiatkowski (POL) |
| 2 juni UEFA Nations League Groep B4 № 812 «onderlinge duels» 20:45 uur (UTC+2) |        | 26' Erling Braut Haaland |           | Rode Sterstadion, Belgrado Toeschouwers: 9.726 Scheidsrechter: Paweł Raczkowski (POL) Video-assistent: Tomasz Kwiatkowski (POL) |

|                                                                                |                                                                                           |       |                      | |
| 5 juni UEFA Nations League Groep B4 № 813 «onderlinge duels» 20:45 uur (UTC+2) | Servië                                                                                    | 4 – 1 | Slovenië             | Rode Sterstadion, Belgrado Toeschouwers: 10.925 Scheidsrechter: Jesús Gil Manzano (ESP) Video-assistent: Alejandro Hernández (ESP) |
| 5 juni UEFA Nations League Groep B4 № 813 «onderlinge duels» 20:45 uur (UTC+2) | Aleksandar Mitrović 24' Sergej Milinković-Savić 56' Luka Jović 85' Nemanja Radonjić 90+2' |       | 30' Petar Stojanović | Rode Sterstadion, Belgrado Toeschouwers: 10.925 Scheidsrechter: Jesús Gil Manzano (ESP) Video-assistent: Alejandro Hernández (ESP) |

|                                                                                |        |                  |        | |
| 9 juni UEFA Nations League Groep B4 № 814 «onderlinge duels» 20:45 uur (UTC+2) | Zweden | 0 – 1            | Servië | Friends Arena, Solna Toeschouwers: 24.123 Scheidsrechter: Lawrence Visser (BEL) Video-assistent: Jérôme Brisard (FRA) |
| 9 juni UEFA Nations League Groep B4 № 814 «onderlinge duels» 20:45 uur (UTC+2) |        | 45+3' Luka Jović |        | Friends Arena, Solna Toeschouwers: 24.123 Scheidsrechter: Lawrence Visser (BEL) Video-assistent: Jérôme Brisard (FRA) |

|                                                                                 |                                          |       |                                             | |
| 12 juni UEFA Nations League Groep B4 № 815 «onderlinge duels» 20:45 uur (UTC+2) | Slovenië                                 | 2 – 2 | Servië                                      | Stožicestadion, Ljubljana Toeschouwers: 13.782 Scheidsrechter: Maurizio Mariani (ITA) Video-assistent: Massimiliano Irrati (ITA) |
| 12 juni UEFA Nations League Groep B4 № 815 «onderlinge duels» 20:45 uur (UTC+2) | Adam Gnezda Čerin 48' Benjamin Šeško 53' |       | 8' Andrija Živković 35' Aleksandar Mitrović | Stožicestadion, Ljubljana Toeschouwers: 13.782 Scheidsrechter: Maurizio Mariani (ITA) Video-assistent: Massimiliano Irrati (ITA) |

|                                                                                      |                                                                                          |       |                     | |
| 24 september UEFA Nations League Groep B4 № 816 «onderlinge duels» 20:45 uur (UTC+2) | Servië                                                                                   | 4 – 1 | Zweden              | Rode Sterstadion, Belgrado Toeschouwers: 14.122 Scheidsrechter: Georgi Kabakov (BUL) Video-assistent: Ivajlo Stojanov (BUL) |
| 24 september UEFA Nations League Groep B4 № 816 «onderlinge duels» 20:45 uur (UTC+2) | Aleksandar Mitrović 18' Aleksandar Mitrović 45+1' Aleksandar Mitrović 50' Saša Lukić 70' |       | 15' Viktor Claesson | Rode Sterstadion, Belgrado Toeschouwers: 14.122 Scheidsrechter: Georgi Kabakov (BUL) Video-assistent: Ivajlo Stojanov (BUL) |

|                                                                                      |           |                                            |        | |
| 27 september UEFA Nations League Groep B4 № 817 «onderlinge duels» 20:45 uur (UTC+2) | Noorwegen | 0 – 2                                      | Servië | Ullevaalstadion, Oslo Toeschouwers: 24.364 Scheidsrechter: Antonio Mateu Lahoz (ESP) Video-assistent: Alejandro Hernández (ESP) |
| 27 september UEFA Nations League Groep B4 № 817 «onderlinge duels» 20:45 uur (UTC+2) |           | 42' Dušan Vlahović 54' Aleksandar Mitrović |        | Ullevaalstadion, Oslo Toeschouwers: 24.364 Scheidsrechter: Antonio Mateu Lahoz (ESP) Video-assistent: Alejandro Hernández (ESP) |

|                                                                          |                                |       |                                                                                    |                                                                                            |
| 18 november Vriendschappelijk № 818 «onderlinge duels» 18:30 uur (UTC+3) | Bahrein                        | 1 – 5 | Servië                                                                             | Bahrain National Stadium, Riffa Toeschouwers: 4.000 Scheidsrechter: Khalid Al-Turais (KSA) |
| 18 november Vriendschappelijk № 818 «onderlinge duels» 18:30 uur (UTC+3) | Abdulla Yusuf Helal 15' (pen.) |       | 8' Dušan Tadić 50' Dušan Tadić 51' Dušan Vlahović 87' Filip Đuričić 89' Luka Jović | Bahrain National Stadium, Riffa Toeschouwers: 4.000 Scheidsrechter: Khalid Al-Turais (KSA) |

| Wereldkampioenschap voetbal 2022 |
| -------------------------------- |

|                                                                        |                                 |         |        | |
| 24 november WK 2022 Groep G № 819 «onderlinge duels» 22:00 uur (UTC+3) | Brazilië                        | 2 – 0   | Servië | Lusailstadion, Lusail Toeschouwers: 88.103 Scheidsrechter: Alireza Faghani (IRN) Video-assistent: Abdulla Al-Marri (QAT) |
| 24 november WK 2022 Groep G № 819 «onderlinge duels» 22:00 uur (UTC+3) | Richarlison 62' Richarlison 73' | Verslag |        | Lusailstadion, Lusail Toeschouwers: 88.103 Scheidsrechter: Alireza Faghani (IRN) Video-assistent: Abdulla Al-Marri (QAT) |

|                                                                        |                                                                                 |         |                                                                                | |
| 28 november WK 2022 Groep G № 820 «onderlinge duels» 13:00 uur (UTC+3) | Kameroen                                                                        | 3 – 3   | Servië                                                                         | Al Janoubstadion, Al Wakrah Toeschouwers: 39.789 Scheidsrechter: Mohammed Abdulla Mohamed (VAE) Video-assistent: Nicolás Gallo (COL) |
| 28 november WK 2022 Groep G № 820 «onderlinge duels» 13:00 uur (UTC+3) | Jean-Charles Castelletto 29' Vincent Aboubakar 63' Eric Maxim Choupo-Moting 66' | Verslag | 45+1' Strahinja Pavlović 45+3' Sergej Milinković-Savić 53' Aleksandar Mitrović | Al Janoubstadion, Al Wakrah Toeschouwers: 39.789 Scheidsrechter: Mohammed Abdulla Mohamed (VAE) Video-assistent: Nicolás Gallo (COL) |

|                                                                       |                                            |         |                                                       | |
| 2 december WK 2022 Groep G № 821 «onderlinge duels» 22:00 uur (UTC+3) | Servië                                     | 2 – 3   | Zwitserland                                           | Stadion 974, Doha Toeschouwers: 41.378 Scheidsrechter: Fernando Rapallini (ARG) Video-assistent: Mauro Vigliano (ARG) |
| 2 december WK 2022 Groep G № 821 «onderlinge duels» 22:00 uur (UTC+3) | Aleksandar Mitrović 26' Dušan Vlahović 35' | Verslag | 20' Xherdan Shaqiri 44' Breel Embolo 48' Remo Freuler | Stadion 974, Doha Toeschouwers: 41.378 Scheidsrechter: Fernando Rapallini (ARG) Video-assistent: Mauro Vigliano (ARG) |

|  |  |  |  |  |  |  |  |  |

### 2023
|                                                                         |                     |       |                                |                                                                                      |
| 25 januari Vriendschappelijk № 822 «onderlinge duels» 19:00 uur (UTC−8) | Verenigde Staten    | 1 – 2 | Servië                         | BMO Stadium, Los Angeles Toeschouwers: 11.475 Scheidsrechter: Daneon Parchment (JAM) |
| 25 januari Vriendschappelijk № 822 «onderlinge duels» 19:00 uur (UTC−8) | Brandon Vazquez 29' |       | 43' Luka Ilić 46' Veljko Simić | BMO Stadium, Los Angeles Toeschouwers: 11.475 Scheidsrechter: Daneon Parchment (JAM) |

|                                                                             |                                    |       |          | |
| 24 maart EK-kwalificatie Groep G № 823 «onderlinge duels» 20:45 uur (UTC+1) | Servië                             | 2 – 0 | Litouwen | Rode Sterstadion, Belgrado Toeschouwers: 21.125 Scheidsrechter: Lawrence Visser (BEL) Video-assistent: Nathan Verboomen (BEL) |
| 24 maart EK-kwalificatie Groep G № 823 «onderlinge duels» 20:45 uur (UTC+1) | Dušan Tadić 16' Dušan Vlahović 53' |       |          | Rode Sterstadion, Belgrado Toeschouwers: 21.125 Scheidsrechter: Lawrence Visser (BEL) Video-assistent: Nathan Verboomen (BEL) |

|                                                                             |            |                                         |        | |
| 27 maart EK-kwalificatie Groep G № 824 «onderlinge duels» 20:45 uur (UTC+2) | Montenegro | 0 – 2                                   | Servië | Pod Goricomstadion, Podgorica Toeschouwers: 9.831 Scheidsrechter: Clément Turpin (FRA) Video-assistent: Jérôme Brisard (FRA) |
| 27 maart EK-kwalificatie Groep G № 824 «onderlinge duels» 20:45 uur (UTC+2) |            | 78' Dušan Vlahović 90+6' Dušan Vlahović |        | Pod Goricomstadion, Podgorica Toeschouwers: 9.831 Scheidsrechter: Clément Turpin (FRA) Video-assistent: Jérôme Brisard (FRA) |

|                                                                      |                                                               |       |                                          |                                                                              |
| 16 juni Vriendschappelijk № 825 «onderlinge duels» 20:30 uur (UTC+2) | Servië                                                        | 3 – 2 | Jordanië                                 | Generali Arena, Wenen Toeschouwers: 8.854 Scheidsrechter: Stefan Ebner (AUT) |
| 16 juni Vriendschappelijk № 825 «onderlinge duels» 20:30 uur (UTC+2) | Strahinja Eraković 7' Dejan Joveljić 83' Dejan Joveljić 90+4' |       | 53' Mahmoud Al-Mardi 65' Musa Al-Taamari | Generali Arena, Wenen Toeschouwers: 8.854 Scheidsrechter: Stefan Ebner (AUT) |

|                                                                            |                    |       |                     | |
| 20 juni EK-kwalificatie Groep G № 826 «onderlinge duels» 21:45 uur (UTC+3) | Bulgarije          | 1 – 1 | Servië              | Loedogorets Arena, Razgrad Toeschouwers: 6.700 Scheidsrechter: Craig Pawson (ENG) Video-assistent: Chris Kavanagh (ENG) |
| 20 juni EK-kwalificatie Groep G № 826 «onderlinge duels» 21:45 uur (UTC+3) | Kiril Despodov 47' |       | 90+6' Darko Lazović | Loedogorets Arena, Razgrad Toeschouwers: 6.700 Scheidsrechter: Craig Pawson (ENG) Video-assistent: Chris Kavanagh (ENG) |

|                                                                                |                          |       |                                    | |
| 7 september EK-kwalificatie Groep G № 827 «onderlinge duels» 20:45 uur (UTC+2) | Servië                   | 1 – 2 | Hongarije                          | Rode Sterstadion, Belgrado Toeschouwers: 6.924 Scheidsrechter: Juan Martínez Munuera (ESP) Video-assistent: Guillermo Cuadra Fernández (ESP) |
| 7 september EK-kwalificatie Groep G № 827 «onderlinge duels» 20:45 uur (UTC+2) | Attila Szalai 10' (e.d.) |       | 34' Barnabás Varga 36' Willi Orbán | Rode Sterstadion, Belgrado Toeschouwers: 6.924 Scheidsrechter: Juan Martínez Munuera (ESP) Video-assistent: Guillermo Cuadra Fernández (ESP) |

|                                                                                 |                      |       |                                                                         | |
| 10 september EK-kwalificatie Groep G № 828 «onderlinge duels» 21:45 uur (UTC+3) | Litouwen             | 1 – 3 | Servië                                                                  | S. Dariaus- en S. Girėnostadion, Kaunas Toeschouwers: 8.586 Scheidsrechter: Sascha Stegemann (GER) Video-assistent: Sören Storks (GER) |
| 10 september EK-kwalificatie Groep G № 828 «onderlinge duels» 21:45 uur (UTC+3) | Gytis Paulauskas 45' |       | 21' Aleksandar Mitrović 32' Aleksandar Mitrović 43' Aleksandar Mitrović | S. Dariaus- en S. Girėnostadion, Kaunas Toeschouwers: 8.586 Scheidsrechter: Sascha Stegemann (GER) Video-assistent: Sören Storks (GER) |

|                                                                               |                                      |       |                        | |
| 14 oktober EK-kwalificatie Groep G № 829 «onderlinge duels» 20:45 uur (UTC+2) | Hongarije                            | 2 – 1 | Servië                 | Puskás Aréna, Boedapest Toeschouwers: 58.215 Scheidsrechter: François Letexier (FRA) Video-assistent: Jérôme Brisard (FRA) |
| 14 oktober EK-kwalificatie Groep G № 829 «onderlinge duels» 20:45 uur (UTC+2) | Barnabás Varga 21' Roland Sallai 34' |       | 33' Strahinja Pavlović | Puskás Aréna, Boedapest Toeschouwers: 58.215 Scheidsrechter: François Letexier (FRA) Video-assistent: Jérôme Brisard (FRA) |

|                                                                               |                                                                |       |                    | |
| 17 oktober EK-kwalificatie Groep G № 830 «onderlinge duels» 20:45 uur (UTC+2) | Servië                                                         | 3 – 1 | Montenegro         | Rode Sterstadion, Belgrado Toeschouwers: 25.884 Scheidsrechter: Szymon Marciniak (POL) Video-assistent: Tomasz Kwiatkowski (POL) |
| 17 oktober EK-kwalificatie Groep G № 830 «onderlinge duels» 20:45 uur (UTC+2) | Aleksandar Mitrović 9' Aleksandar Mitrović 73' Dušan Tadić 77' |       | 36' Stevan Jovetić | Rode Sterstadion, Belgrado Toeschouwers: 25.884 Scheidsrechter: Szymon Marciniak (POL) Video-assistent: Tomasz Kwiatkowski (POL) |

|                                                                          |                     |       |        | |
| 15 november Vriendschappelijk № 831 «onderlinge duels» 20:45 uur (UTC+1) | België              | 1 – 0 | Servië | King Power at Den Dreef Stadion, Leuven Toeschouwers: 0 Scheidsrechter: Marian Alexandru Barbu (ROU) |
| 15 november Vriendschappelijk № 831 «onderlinge duels» 20:45 uur (UTC+1) | Yannick Carrasco 2' |       |        | King Power at Den Dreef Stadion, Leuven Toeschouwers: 0 Scheidsrechter: Marian Alexandru Barbu (ROU) |

|                                                                                |                                     |       |                                      | |
| 19 november EK-kwalificatie Groep G № 832 «onderlinge duels» 15:00 uur (UTC+1) | Servië                              | 2 – 2 | Bulgarije                            | Dubočicastadion, Leskovac Toeschouwers: 7.325 Scheidsrechter: Erik Lambrechts (BEL) Video-assistent: Pol van Boekel (NED) |
| 19 november EK-kwalificatie Groep G № 832 «onderlinge duels» 15:00 uur (UTC+1) | Miloš Veljković 17' Srđan Babić 82' |       | 59' Georgi Roesev 69' Kiril Despodov | Dubočicastadion, Leskovac Toeschouwers: 7.325 Scheidsrechter: Erik Lambrechts (BEL) Video-assistent: Pol van Boekel (NED) |

### 2024
|                                                                       |                                                                                              |       |        | |
| 21 maart Vriendschappelijk № 833 «onderlinge duels» 20:00 uur (UTC+3) | Rusland                                                                                      | 4 – 0 | Servië | VTB Arena, Moskou Toeschouwers: 23.679 Scheidsrechter: Arda Kardeşler (TUR) Video-assistent: Hakan Ceylan (TUR) |
| 21 maart Vriendschappelijk № 833 «onderlinge duels» 20:00 uur (UTC+3) | Anton Mirantsjoek 21' (pen.) Maksim Osipenko 32' Aleksej Mirantsjoek 55' Ivan Sergejev 90+1' |       |        | VTB Arena, Moskou Toeschouwers: 23.679 Scheidsrechter: Arda Kardeşler (TUR) Video-assistent: Hakan Ceylan (TUR) |

|                                                                       |        |                            |        | |
| 25 maart Vriendschappelijk № 834 «onderlinge duels» 19:00 uur (UTC+2) | Cyprus | 0 – 1                      | Servië | AEK Arena - Georgios Karapatakis, Larnaca Toeschouwers: 1.938 Scheidsrechter: Marco Di Bello (ITA) |
| 25 maart Vriendschappelijk № 834 «onderlinge duels» 19:00 uur (UTC+2) |        | 7' Sergej Milinković-Savić |        | AEK Arena - Georgios Karapatakis, Larnaca Toeschouwers: 1.938 Scheidsrechter: Marco Di Bello (ITA) |

|                                                                     |                                              |       |                        | |
| 4 juni Vriendschappelijk № 835 «onderlinge duels» 20:45 uur (UTC+2) | Oostenrijk                                   | 2 – 1 | Servië                 | Ernst Happelstadion, Wenen Toeschouwers: 37.800 Scheidsrechter: António Nobre (POR) Video-assistent: Hugo Miguel (POR) |
| 4 juni Vriendschappelijk № 835 «onderlinge duels» 20:45 uur (UTC+2) | Patrick Wimmer 10' Christoph Baumgartner 13' |       | 35' Strahinja Pavlović | Ernst Happelstadion, Wenen Toeschouwers: 37.800 Scheidsrechter: António Nobre (POR) Video-assistent: Hugo Miguel (POR) |

|                                                                     |        |                                                                     |        |                                                                                 |
| 8 juni Vriendschappelijk № 836 «onderlinge duels» 18:00 uur (UTC+2) | Zweden | 0 – 3                                                               | Servië | Friends Arena, Solna Toeschouwers: 46.956 Scheidsrechter: Jasper Vergoote (BEL) |
| 8 juni Vriendschappelijk № 836 «onderlinge duels» 18:00 uur (UTC+2) |        | 18' Sergej Milinković-Savić 60' Aleksandar Mitrović 70' Dušan Tadić |        | Friends Arena, Solna Toeschouwers: 46.956 Scheidsrechter: Jasper Vergoote (BEL) |

| EK 2024 |
| ------- |

|                                                                         |        |                     |          | |
| 16 juni EK-eindronde Groep C № 837 «onderlinge duels» 21:00 uur (UTC+2) | Servië | 0 – 1               | Engeland | Veltins-Arena, Gelsenkirchen Toeschouwers: 48.953 Scheidsrechter: Daniele Orsato (ITA) Video-assistent: Massimiliano Irrati (ITA) |
| 16 juni EK-eindronde Groep C № 837 «onderlinge duels» 21:00 uur (UTC+2) |        | 13' Jude Bellingham |          | Veltins-Arena, Gelsenkirchen Toeschouwers: 48.953 Scheidsrechter: Daniele Orsato (ITA) Video-assistent: Massimiliano Irrati (ITA) |

|                                                                         |                   |       |                  | |
| 20 juni EK-eindronde Groep C № 838 «onderlinge duels» 15:00 uur (UTC+2) | Slovenië          | 1 – 1 | Servië           | Allianz Arena, München Toeschouwers: 63.028 Scheidsrechter: István Kovács (ROU) Video-assistent: Pol van Boekel (NED) |
| 20 juni EK-eindronde Groep C № 838 «onderlinge duels» 15:00 uur (UTC+2) | Žan Karničnik 69' |       | 90+5' Luka Jović | Allianz Arena, München Toeschouwers: 63.028 Scheidsrechter: István Kovács (ROU) Video-assistent: Pol van Boekel (NED) |

|                                                                         |            |       |        | |
| 25 juni EK-eindronde Groep C № 839 «onderlinge duels» 21:00 uur (UTC+2) | Denemarken | 0 – 0 | Servië | Allianz Arena, München Toeschouwers: 64.288 Scheidsrechter: François Letexier (FRA) Video-assistent: Bastian Dankert (GER) |
| 25 juni EK-eindronde Groep C № 839 «onderlinge duels» 21:00 uur (UTC+2) |            |       |        | Allianz Arena, München Toeschouwers: 64.288 Scheidsrechter: François Letexier (FRA) Video-assistent: Bastian Dankert (GER) |

|  |  |  |  |  |  |  |  |  |

|                                                                                     |        |       |        | |
| 5 september UEFA Nations League Groep A4 № 840 «onderlinge duels» 20:45 uur (UTC+2) | Servië | 0 – 0 | Spanje | Rode Sterstadion, Belgrado Toeschouwers: 29.981 Scheidsrechter: Serdar Gözübüyük (NED) Video-assistent: Pol van Boekel (NED) |
| 5 september UEFA Nations League Groep A4 № 840 «onderlinge duels» 20:45 uur (UTC+2) |        |       |        | Rode Sterstadion, Belgrado Toeschouwers: 29.981 Scheidsrechter: Serdar Gözübüyük (NED) Video-assistent: Pol van Boekel (NED) |

|                                                                                     |                                       |       |        | |
| 8 september UEFA Nations League Groep A4 № 841 «onderlinge duels» 18:00 uur (UTC+2) | Denemarken                            | 2 – 0 | Servië | Parken, Kopenhagen Toeschouwers: 34.902 Scheidsrechter: Chris Kavanagh (ENG) Video-assistent: Darren England (ENG) |
| 8 september UEFA Nations League Groep A4 № 841 «onderlinge duels» 18:00 uur (UTC+2) | Albert Grønbæk 36' Yussuf Poulsen 61' |       |        | Parken, Kopenhagen Toeschouwers: 34.902 Scheidsrechter: Chris Kavanagh (ENG) Video-assistent: Darren England (ENG) |

|                                                                                    |                                                  |       |             | |
| 12 oktober UEFA Nations League Groep A4 № 842 «onderlinge duels» 20:45 uur (UTC+2) | Servië                                           | 2 – 0 | Zwitserland | Dubočicastadion, Leskovac Toeschouwers: 6.383 Scheidsrechter: Simone Sozza (ITA) Video-assistent: Luca Pairetto (ITA) |
| 12 oktober UEFA Nations League Groep A4 № 842 «onderlinge duels» 20:45 uur (UTC+2) | Nico Elvedi 45+1' (e.d.) Aleksandar Mitrović 61' |       |             | Dubočicastadion, Leskovac Toeschouwers: 6.383 Scheidsrechter: Simone Sozza (ITA) Video-assistent: Luca Pairetto (ITA) |

|                                                                                    |                                                     |       |        | |
| 15 oktober UEFA Nations League Groep A4 № 843 «onderlinge duels» 20:45 uur (UTC+2) | Spanje                                              | 3 – 0 | Servië | Estadio Nuevo Arcángel, Córdoba Toeschouwers: 20.345 Scheidsrechter: Daniel Stefański (POL) Video-assistent: Piotr Lasyk (POL) |
| 15 oktober UEFA Nations League Groep A4 № 843 «onderlinge duels» 20:45 uur (UTC+2) | Aymeric Laporte 5' Álvaro Morata 65' Álex Baena 77' |       |        | Estadio Nuevo Arcángel, Córdoba Toeschouwers: 20.345 Scheidsrechter: Daniel Stefański (POL) Video-assistent: Piotr Lasyk (POL) |

|                                                                                     |                  |       |                   | |
| 15 november UEFA Nations League Groep A4 № 844 «onderlinge duels» 20:45 uur (UTC+1) | Zwitserland      | 1 – 1 | Servië            | Letzigrund, Zürich Toeschouwers: 21.115 Scheidsrechter: Clément Turpin (FRA) Video-assistent: Willy Delajod (FRA) |
| 15 november UEFA Nations League Groep A4 № 844 «onderlinge duels» 20:45 uur (UTC+1) | Zeki Amdouni 78' |       | 88' Aleksa Terzić | Letzigrund, Zürich Toeschouwers: 21.115 Scheidsrechter: Clément Turpin (FRA) Video-assistent: Willy Delajod (FRA) |

|                                                                                     |        |       |            | |
| 18 november UEFA Nations League Groep A4 № 845 «onderlinge duels» 20:45 uur (UTC+1) | Servië | 0 – 0 | Denemarken | Dubočicastadion, Leskovac Toeschouwers: 7.295 Scheidsrechter: Felix Zwayer (GER) Video-assistent: Sascha Stegemann (GER) |
| 18 november UEFA Nations League Groep A4 № 845 «onderlinge duels» 20:45 uur (UTC+1) |        |       |            | Dubočicastadion, Leskovac Toeschouwers: 7.295 Scheidsrechter: Felix Zwayer (GER) Video-assistent: Sascha Stegemann (GER) |

### 2025
|                                                                                   |                         |       |                     | |
| 20 maart UEFA Nations League Play-offs № 846 «onderlinge duels» 20:45 uur (UTC+1) | Oostenrijk              | 1 – 1 | Servië              | Ernst Happelstadion, Wenen Toeschouwers: 46.400 Scheidsrechter: João Pinheiro (POR) Video-assistent: Tiago Martins (POR) |
| 20 maart UEFA Nations League Play-offs № 846 «onderlinge duels» 20:45 uur (UTC+1) | Michael Gregoritsch 37' |       | 61' Lazar Samardžić | Ernst Happelstadion, Wenen Toeschouwers: 46.400 Scheidsrechter: João Pinheiro (POR) Video-assistent: Tiago Martins (POR) |

|                                                                                   |                                             |       |            | |
| 23 maart UEFA Nations League Play-offs № 847 «onderlinge duels» 18:00 uur (UTC+1) | Servië                                      | 2 – 0 | Oostenrijk | Rode Sterstadion, Belgrado Toeschouwers: 22.112 Scheidsrechter: José María Sánchez Martínez (ESP) Video-assistent: Juan Martínez Munuera (ESP) |
| 23 maart UEFA Nations League Play-offs № 847 «onderlinge duels» 18:00 uur (UTC+1) | Nemanja Maksimović 56' Dušan Vlahović 90+1' |       |            | Rode Sterstadion, Belgrado Toeschouwers: 22.112 Scheidsrechter: José María Sánchez Martínez (ESP) Video-assistent: Juan Martínez Munuera (ESP) |

|                                                                           |         |       |        | |
| 7 juni WK-kwalificatie Groep K № 848 «onderlinge duels» 20:45 uur (UTC+2) | Albanië | 0 – 0 | Servië | Air Albaniastadion, Tirana Toeschouwers: 20.427 Scheidsrechter: Davide Massa (ITA) Video-assistent: Aleandro Di Paolo (ITA) |
| 7 juni WK-kwalificatie Groep K № 848 «onderlinge duels» 20:45 uur (UTC+2) |         |       |        | Air Albaniastadion, Tirana Toeschouwers: 20.427 Scheidsrechter: Davide Massa (ITA) Video-assistent: Aleandro Di Paolo (ITA) |

|                                                                            |                                                                                |       |         | |
| 10 juni WK-kwalificatie Groep K № 849 «onderlinge duels» 20:45 uur (UTC+2) | Servië                                                                         | 3 – 0 | Andorra | Dubočicastadion, Leskovac Toeschouwers: 7.576 Scheidsrechter: Aliyar Ağayev (AZE) Video-assistent: Gianluca Aureliano (ITA) |
| 10 juni WK-kwalificatie Groep K № 849 «onderlinge duels» 20:45 uur (UTC+2) | Aleksandar Mitrović 12' Aleksandar Mitrović 24' Aleksandar Mitrović 53' (pen.) |       |         | Dubočicastadion, Leskovac Toeschouwers: 7.576 Scheidsrechter: Aliyar Ağayev (AZE) Video-assistent: Gianluca Aureliano (ITA) |

|                                                                                |         |   |        |                                                                  |
| 6 september WK-kwalificatie Groep K № 850 «onderlinge duels» 16:00 uur (UTC+3) | Letland | – | Servië | Daugavastadion, Riga Toeschouwers: n.n.b. Scheidsrechter: n.n.b. |
| 6 september WK-kwalificatie Groep K № 850 «onderlinge duels» 16:00 uur (UTC+3) |         |   |        | Daugavastadion, Riga Toeschouwers: n.n.b. Scheidsrechter: n.n.b. |

|                                                                                |        |   |          |                                                                        |
| 9 september WK-kwalificatie Groep K № 851 «onderlinge duels» 20:45 uur (UTC+2) | Servië | – | Engeland | Rode Sterstadion, Belgrado Toeschouwers: n.n.b. Scheidsrechter: n.n.b. |
| 9 september WK-kwalificatie Groep K № 851 «onderlinge duels» 20:45 uur (UTC+2) |        |   |          | Rode Sterstadion, Belgrado Toeschouwers: n.n.b. Scheidsrechter: n.n.b. |

|                                                                               |        |   |         |                                                                        |
| 11 oktober WK-kwalificatie Groep K № 852 «onderlinge duels» 20:45 uur (UTC+2) | Servië | – | Albanië | Rode Sterstadion, Belgrado Toeschouwers: n.n.b. Scheidsrechter: n.n.b. |
| 11 oktober WK-kwalificatie Groep K № 852 «onderlinge duels» 20:45 uur (UTC+2) |        |   |         | Rode Sterstadion, Belgrado Toeschouwers: n.n.b. Scheidsrechter: n.n.b. |

|                                                                               |         |   |        |                                                    |
| 14 oktober WK-kwalificatie Groep K № 853 «onderlinge duels» 20:45 uur (UTC+2) | Andorra | – | Servië | n.n.b. Toeschouwers: n.n.b. Scheidsrechter: n.n.b. |
| 14 oktober WK-kwalificatie Groep K № 853 «onderlinge duels» 20:45 uur (UTC+2) |         |   |        | n.n.b. Toeschouwers: n.n.b. Scheidsrechter: n.n.b. |

|                                                                              |          |   |        |                                                    |
| 13 november WK-kwalificatie Groep K № 854 «onderlinge duels» 19:45 uur (UTC) | Engeland | – | Servië | n.n.b. Toeschouwers: n.n.b. Scheidsrechter: n.n.b. |
| 13 november WK-kwalificatie Groep K № 854 «onderlinge duels» 19:45 uur (UTC) |          |   |        | n.n.b. Toeschouwers: n.n.b. Scheidsrechter: n.n.b. |

|                                                                                |        |   |         |                                                    |
| 16 november WK-kwalificatie Groep K № 855 «onderlinge duels» 18:00 uur (UTC+1) | Servië | – | Letland | n.n.b. Toeschouwers: n.n.b. Scheidsrechter: n.n.b. |
| 16 november WK-kwalificatie Groep K № 855 «onderlinge duels» 18:00 uur (UTC+1) |        |   |         | n.n.b. Toeschouwers: n.n.b. Scheidsrechter: n.n.b. |

FSS · A-internationals · Bondscoaches · Statistieken · Servisch vrouwenelftal · Olympisch elftal · Servië U21 · Servië U20 · Servië U19 · Servië U17 · Servië en Montenegro U19 · Servië en Montenegro U17
2003 – 2006** · 
2006 – 2009 · 
2010 – 2019 ·
2020 − 2029
EK 2008 · 
EK 2012 · 
EK 2016 ·
EK 2020
WK 2006** · 
WK 2010 · 
WK 2014 · 
WK 2018 ·
WK 2022
OS 2004** · 
OS 2008 · 
OS 2012 ·
OS 2016 ·
OS 2020
2006 · 
2007 · 
2008 · 
2009 · 
2010 · 
2011 · 
2012 · 
2013 · 
2014 · 
2015 · 
2016 ·
2017 ·
2018 ·
2019 ·
2020 ·
2021 ·
2022
Albanië ·
Algerije ·
Andorra ·
Armenië ·
Australië ·
Azerbeidzjan ·
Bahrein ·
België ·
Bolivia ·
Brazilië ·
Bulgarije ·
Chili ·
China ·
Colombia ·
Costa Rica ·
Cyprus ·
Denemarken ·
Dominicaanse Republiek ·
Duitsland ·
Engeland ·
Estland ·
Faeröer ·
Finland ·
Frankrijk ·
Georgië ·
Ghana ·
Griekenland ·
Honduras ·
Hongarije ·
Ierland ·
Israël ·
Italië ·
Jamaica ·
Japan ·
Jordanië ·
Kameroen ·
Kazachstan ·
Kroatië · 
Litouwen ·
Luxemburg ·
Marokko ·
Mexico ·
Moldavië ·
Montenegro ·
Nieuw-Zeeland ·
Nigeria ·
Noord-Ierland ·
Noord-Macedonië ·
Noorwegen ·
Oekraïne ·
Oostenrijk ·
Panama ·
Paraguay ·
Polen ·
Portugal ·
Qatar ·
Roemenië ·
Rusland ·
Schotland ·
Slovenië ·
Spanje ·
Tsjechië ·
Turkije ·
Verenigde Staten ·
Wales ·
Zuid-Afrika ·
Zuid-Korea ·
Zweden ·
Zwitserland
Brazilië (2018) · 
Costa Rica (2018) · 
Duitsland (2010) · 
Ghana (2010) · 
Kameroen (2022) · 
Zwitserland (2018)
** = Onder de naam Servië en Montenegro
CONMEBOL: Argentinië · Bolivia · Brazilië · Chili · Colombia · Ecuador · Paraguay · Peru · Uruguay · Venezuela

UEFA: Albanië · Andorra · Armenië · Azerbeidzjan · België · Bosnië en Herzegovina · Bulgarije · Cyprus · Denemarken · Duitsland · Engeland · Estland · Faeröer · Finland · Frankrijk · Georgië · Gibraltar · Griekenland · Hongarije · IJsland · Ierland · Israël · Italië · Kazachstan · Kosovo · Kroatië · Letland · Liechtenstein · Litouwen · Luxemburg · Malta · Moldavië · Montenegro · Nederland · Noord-Ierland · Noord-Macedonië · Noorwegen · Oekraïne · Oostenrijk · Polen · Portugal · Roemenië · Rusland · San Marino · Schotland · Servië · Slovenië · Slowakije · Spanje · Tsjechië · Turkije · Wales · Wit-Rusland · Zweden · Zwitserland

AFC: Australië · China · Irak · Iran · Japan · Libanon · Oezbekistan · Oman · Qatar · Saoedi-Arabië · Syrië · Verenigde Arabische Emiraten · Vietnam · Zuid-Korea

CAF: Algerije · Burkina Faso · Congo-Kinshasa · Egypte · Ghana · Ivoorkust · Kaapverdië · Kameroen · Mali · Marokko · Nigeria · Senegal · Tunesië · Zuid-Afrika

CONCACAF: Canada · Costa Rica · Curaçao · El Salvador · Honduras · Jamaica · Mexico · Panama · Suriname · Verenigde Staten

OFC: Nieuw-Zeeland